# Kai Rosenberg
Kai Rosenberg, född 14 april 1898 i Köpenhamn, död där 13 september 1977, var en dansk kompositör, kapellmästare och musiker.

## Filmmusik i urval
- 1940 – Västkustens hjältar
- 1952 – H.C. Andersens sagor
- 1962 – Sabotörer